# Јафа
Јафа (арап. يَافَا []; хебр.  []) је лучки град на обали Средоземног мора јужно од Тел Авива, Израел.
У прошлости је град био под египатском, филистејском, асирском и римском влашћу. Римљани су га уништили 68. године а под Арапску власт долази 636. године. У дванаестом веку снажно је упориште крсташа а од тринаестог века је под влашћу Мамелука и Турака. Наполеон га заузима 1799. године. Од 1917. до 1948. налази се под британском управом, након чега улази у састав државе Израел. 1950. године припојен је граду Тел Авиву.